# Гуррен-Лаганн
«Гуррен-Лаганн» или Tengen Toppa Gurren Lagann (яп. 天元突破グレンラガン Тэнгэн Топпа Гурэн Раган, букв. «Гуррен-Лаганн, пронзающий небеса») — аниме-сериал режиссёра Хироюки Имаиси на основе сценария Кадзуки Накасимы, выпускавшийся студией Gainax с 1 апреля по 30 сентября 2007 года. После показа сериала вышел специальный выпуск под названием Gurren-Lagann: ore no ganmen pika pika (яп. グレンラガン　俺の顔面ぴかぴか «Гуррен-Лаганн — мой ганмен сияет») продолжительностью 12 минут. Также было выпущено два полнометражных фильма, содержание которых идентично содержанию аниме-сериала за исключением некоторых сцен. Премьера первого состоялась 6 сентября 2008 года, а второго — 25 апреля 2009 года.
По мнению рецензента Anime News Network, «данное произведение не является столь новаторским и революционным, как „Евангелион“, и его дух больше соответствует Gunbuster 2. Однако это нисколько не мешает наслаждаться просмотром».

## Сюжет
Люди тысячи лет живут жалкой жизнью под землёй, вечно опасаясь тряски и обвалов. В одной из таких деревень, Дзихе, живут главные герои: Камина и Симон. Симон находит ключ-бур (яп. コアドリル Коа Дориру, англ. core drill) и маленького робота, которого Камина позже назвал Лаганном (яп. ラガン Раган, Lagann). На следующий день в подземную деревню внезапно падает робот зверочеловека — антропоморфного существа, сочетающего черты людей и зверей. Вслед за роботом в подземелье падает девушка-снайпер Ёко из деревни Ритона, которая охотится за ганменом. С помощью ключа-бура Симон заводит Лаганна, побеждает ганмэна и выбирается на поверхность.

### Сеттинг сериала
Центральная идея сериала — противостояние мальтузианской и корнукопианской концепций во вселенских масштабах.
Согласно сеттингу, в основе способности к размножению и развитию у живых существ лежит так называемая спиральная сила. Все живые существа обладают ею, но в особенности — люди. Одна из высокоразвитых инопланетных цивилизаций решила, что безграничное развитие приведёт к большому сжатию и гибели Вселенной, и, принеся своё собственное развитие в жертву, запечатала себя в стазисных склепах на своей родной планете. Помимо самопожертвования, эта цивилизация стала насильственно ограничивать развитие и других цивилизаций, за что была названа антиспиральщиками (яп. 対螺旋 〔アンチスパイラル〕 Ханрасэн (Антисупайрару)).
Земля в своём развитии также столкнулась с антиспиральщиками. Для борьбы с ней спиральными рыцарями — людьми, способными контролировать и использовать «Силу Спирали», — были созданы боевые машины, получившие название ганмэн (яп. ガンメン Гаммэн, образованного от слова 顔面 (лицо)). Ганмэн может функционировать как от электрической энергии, так и от спиральной (носителем и источником которой является пилот) — в этом случае возможности ганмэна существенно увеличиваются.
В ходе борьбы люди проиграли: Луна была перенесена в соседнее измерение, а на её место был помещён главный боевой корабль спиральных рыцарей — «Соборная Терра» (англ. Cathedral Terra), переоборудованный в автоматическую систему уничтожения людей. Активация системы происходит в момент достижения популяции в 1 000 000 человек. Уничтожение происходит как с помощью мобильных устройств, так и в результате направляемого столкновения «луны» (то есть космического корабля) и Земли.
Предводителю рыцарей Лоргеному (яп. ロージェノム Ро: Дзэному, Lord Genome) главный антиспиральщик рассказывает о своём видении гибели Вселенной, Лоргеном ему верит, уничтожает своих боевых товарищей и становится «Спиральным Королём» (яп. 螺旋王 Расэн О:). Используя биотехнологии, он создаёт гибридов людей и животных — зверолюдей (англ. beastman), которые обладают высокими боевыми характеристиками, но бесплодны (лишены спиральной энергии и способности к размножению). С помощью новых войск он удерживает выживших людей под землёй в рамках популяции достаточной для выживания, но не достаточной для срабатывания механизмов антиспирали.
В этом режиме Земля существует довольно длительное время. Зверолюди атакуют поселения людей, уничтожая излишки населения, и тех, кто попытался выйти на поверхность.

## Персонажи

### Члены Мега-Гуррен-Дана

Персонажи аниме

Симон (яп. シモン) — в начале повествования — лучший бурильщик в своей деревне, потерявший родителей при землетрясении, лучший друг Камины. Не проявляет такую неудержимую волю, как Камина (после смерти последнего впадает в депрессию, так как именно Камина был его стимулом продолжать бороться, и сам Симон понимает, что без Камины он ничего не может, затем он всё-таки приходит в чувство не без помощи Нии), однако позже становится новым лидером Мега-Гуррен-Дана, спасает Нию и, используя спиральную энергию, побеждает Спирального Короля. Во время нападения войск Антиспиральщика был с подачи Росиу обвинён жителями как «главный виновник нападения» и приговорён к смертной казни. С помощью Ёко бежал из тюрьмы, прихватив с собой Вирала, который обязался помогать Симону. Собрав команду, спас планету от разрушения, уничтожил Антиспиральщика и освободил Нию. После победы над Антиспиральщиком сыграл свадьбу с ней, передал ключ-бур и ушёл. В конце повествования появляется уже в немолодом возрасте.
Камина (яп. カミナ) — первый лидер банды Гуррен-Дан, мечтавший выбраться из-под земли на поверхность. Именно с него всё и начинается. Камина становится тем импульсом, который заставляет людей, живших под землёй, выбираться на поверхность и бороться за свою свободу. Именно он указывает путь и создаёт братство Гуррен-Дана. После того, как он осуществил свою мечту и узнал, что Спиральный Король загоняет людей под землю, он решил победить его и освободить человечество. Камина становится наставником Симона, он верит в него и поддерживает его всеми силами (Камина сказал, что именно Симон спас Камину и ещё группу людей от обвала, и что Камина обязан Симону всём безумным идеям). Во время боя идёт на безрассудные поступки, но всегда с положительным результатом. Во время сражения за Мега-Ганзен Камина был тяжело ранен и, после победы над одним из генералов Спирального Короля, Тимируфом, он погибает. Однако его смерть не была напрасной, ведь отныне всех членов братства Гуррен-Дана сплотила единая цель — освободить людей от гнёта Спирального Короля. Также после основания Каминограда в парке была воздвигнута его гигантская статуя, а его коронную фразу «Ты за кого меня держишь?» часто произносили Симон и остальные члены Мега-Гуррен-Дана.
Ёко (яп. ヨーコ・リットナー Ё:ко Риттона:) — девушка с привлекательной внешностью и приятным характером. Она лучший стрелок Ритоны и мастерский снайпер, вооружена винтовкой, способной стрелять и пулями, и стрелами. Обычно (в отличие от Симона и Камины) она не принимает участия в основных боях. Она является для них голосом разума и в отличие от Камины предпочитает подумать, прежде чем бросаться в бой. Но несмотря на это она всегда старается защитить своих друзей. Ёко влюблена в Камину. Камина, в свою очередь, хорошо относится к Ёко и лояльно относится к её упрёкам. В восьмом эпизоде они поцеловались, но вскоре Камина погиб. Ёко была в трауре, постоянно злилась и плакала. Поскольку Ёко прибыла на поверхность раньше, она показана довольно знающей и осведомлённой. Ёко добрая и заботливая, плохо относится к насилию, но в момент опасности может стать довольно агрессивной. На протяжении сериала Ёко дважды теряла влюблённых в неё мужчин. В первой части сериала погиб Камина, первая любовь Ёко, второй раз Китан. После победы над Спиральным королём выбирает работу школьной учительницы.
Росиу (яп. ロシウ・アダイ Росиу Адай) — сирота, живший в деревне, где могло выжить всего пятьдесят человек. Самый этически сложный персонаж: его мать оказалась 51-м жителем и была принесена в жертву (в его деревне еды хватало только на 50 человек, тем, кто оказался 51-м, было необходимо покинуть деревню), сам Росиу был воспитан как глубоко-религиозный человек, но потерял веру после того, как узнал правду о ганменах и поверхности, при этом не отказавшись от своих моральных ценностей. После смерти Камины пилотировал Гуррена. После свержения Спирального Короля стал Вице-президентом (иначе — Генеральным Секретарём), а затем и политическим лидером Земли. Одарённый политик, умён, рационален, способен принимать жестокие решения, когда это необходимо, подавляя свои эмоции. После победы над Антиспиральщиком стал Верховным Главнокомандующим Земли. Через много лет, будучи верховным правителем Земли внешне, голосом и характером становится похожим на священника из родной деревни.
Ния (яп. ニア・テッペリン Ниа Тэппэрин) — дочь Спирального короля, на деле являющаяся посланницей Антиспиральщика, созданной для сбора информации о спиральных существах, причём как спящий агент: до нападения Антиспиральщика Ния даже не подозревала о своей истинной сущности. Во время защиты Арх-Гуррена попыталась помешать Симону остановить луну, но Симон смог убедить её, что человечество должно жить. Полюбила Симона, придавая ему сил своей верой в него. Добрая, немного наивная. После уничтожения антиспиральщиков смогла прожить ровно столько, чтобы выйти замуж за Симона, поскольку после их уничтожения она не могла больше существовать.
Лиирон (яп. リーロン・リットナー Ри:рон Риттона:) — главный механик Гуррен-Дана. Чинил Гуррен-Лаганн множество раз. Обладает необычным имиджем, очень элегантен и любит кокетничать с мужчинами, часто даёт советы Ёко. Даже в критических ситуациях остаётся вменяемым и мыслит рационально. Во второй части сериала изобрёл оружие, способное нанести урон Антиспиральщику. После победы стал помощником Росиу и за много лет внешне не постарел.
Китан (яп. キタン・バチカ Китан Батика) — один из пилотов Мега-Гуррен-Дана, становится его лидером после гибели Камины, лидер «Чёрного Братства». При первой встрече с Симоном не воспринял его всерьёз. Порой бывает резок и грубоват, но ко второй половине сериала заметно взрослеет. В трещине между 10 и 11 измерениями жертвует собой, уничтожая Машину Спиральной Гибели собственной версией Удара Гига-Дрели. Любил Ёко.
Даякка (яп. ダヤック人・リットナー Даякка Риттона:) — один из пилотов Мега-Гуррен-Дана, ранее глава ополчения деревни Ритона. Присоединился к команде перед битвой с Тимируфом. Решительный, спокойный. Во второй части женился на Киён из Чёрного Братства, есть дочь Анна.
Айлак (яп. アイラック・コイーガ Айракку Кои:га) — один из пилотов команды Мега-Гуррен-Дана. Присоединился к команде незадолго до генерального сражения с Тимируфом, в котором ганмен Айлака использовался для мобильного передвижения стрелка Ёко. Погиб в бою против Антиспиральщика.
Дзёган (яп. ジョーガン・バクサ Дзё:ган Бакуса) и Баримбо (яп. バリンボー・バクサ Баримбо: Бакуса) — близнецы, носят красные и синие очки. Погибают в битве против Антиспиральщика, спасая Гими и Дари.
Маккен (яп. マッケン・ジョーキン Маккэн Дзё:кин) — один из пилотов Мега-Гуррен-Дана. Молчалив, скромен. Женат на Рейте. Владел ганменом Мо-Сёгун. Погиб в битве против Антиспиральщика, атаковав огромную ракету, летящую на Сверхгалактический Мега-Гуррен.
Рейте (яп. レイテ・ジョーキン Рэйтэ Дзё:кин) — главный инженер Гуррен-Дана. Замужем за Маккеном. Всегда держит сигарету во рту. Гениальный механик. Контролировала работу спирального двигателя. Занималась разработкой вооружения, направленного против муганнов.
Аттенборо (яп. アーテンボロー・コアチッチ А:тэнборо: Коатитти, англ. Attenborough Cortitch) — один из команды механиков Гуррен-Дана, обладает маниакальным пристрастием к орудиям и при любом удобном случае бьёт по кнопке запуска орудий не раздумывая.
Лоргеном (яп. ロージェノム Ро:дзэному, англ. Lordgenome), также известный как Спиральный король — один из спиральных рыцарей, который, для того, чтобы защитить человечество, загнал его под землю. Был убит Симоном, однако потом с помощью образцов ДНК был возрождён как биокомпьютер и помогал сражаться с Антиспиральщиком, пожертвовав временным телом, чтобы дать Спирали будущее.
Вирал (яп. ヴィラル Вирару) — зверочеловек, сражавшийся на стороне Лоргенома и получивший от него бессмертное тело, чтобы стать летописцем славы Спирального короля. Поначалу рвался в бой с людьми, но постоянно терпел поражение, повторяя свои тщетные попытки. После взятия Теппелина Мега-Гуренн-Даном поддерживал людей, не желавших переселяться из подземных городов, и был заключён в тюрьму. Выступал в борьбе против Антиспиральщика в роли второго пилота Гуренн-Лаганна. Горд, ценит честь воина. Внешне почти неотличим от человека, за исключением кошачьих глаз и обезьяньих рук. После победы над Антиспиральщиком стал капитаном Сверхгалактического Мега-Гуррена.
Бута (яп. ブータ Бу:та) — маленький крото-свин, попавший к Симону во время попытки Камины вырваться из Дзихи. Нередко помогает главным героям. Во время одной из схваток с ганменом, когда Симон и Камина изнемогали от голода, пожертвовал им свой хвост, чтобы те подкрепились. Скорее всего, был подвергнут мутации и получил силу спирали, которую использовал во время битвы с Антиспиральщиком для подпитки Гуррен-Лаганна. В одной из альтернативных реальностей эволюционировал в гуманоида. После победы странствовал вместе с Симоном.
Киён (яп. キヨウ・バチカ Киёу Батика) — девушка из «Чёрного Братства», старшая из сестёр. Вскоре после победы над Спиральным королём вышла замуж за Даякку, а перед нападением Антиспиральщика родила дочь Анну. Обладает большой грудью, что нередко становится поводом для шуток.
Кинон (яп. キノン・バチカ Кинон Батика) — девушка из «Чёрного Братства», средняя из сестёр. Очень застенчива. Во второй половине сериала становится помощником Росиу и поддерживает его политику. Чтобы не дать Симону сбежать на Гуррен-Лаганне, она заминировала себя и стала вторым пилотом Гуррен-Лаганна. Влюблена в Росиу.
Киял (яп. キヤル・バチカ Кияру Батика) — девушка из «Чёрного Братства», младшая сестра. Обладает весёлым характером и никогда не унывает. Во второй части сериала критикует решения Росиу и не принимает важного участия.

### Противники Мега Гуррен-Дана

#### Спиральный король
Лоргеном  (яп. ロージェノム Ро: Дзэному, Lord Genome) также известен как «Спиральный Король» — один из спиральных рыцарей, создатель Зверолюдей и главный антагонист первой саги. Он был жестоким и безжалостным тираном, который использовал Зверолюдей, чтобы уничтожить всё человечество на поверхности планеты, командуя ими из своего замка.

#### Четвёрка Великих генералов
(Поименованы в честь названий четырёх базовых элементов ДНК генома: тимина, аденина, цитозина и гуанина.)
Тимируф (яп. チミルフ Тимируфу) — первый из четырёх генералов Спирального короля. Владел линкором Мега-Ганзен и ганменом Бьякко. Погиб в битве за Мега-Ганзен.
Адине (яп. アディーネ Ади:нэ) — единственный генерал Спирального короля женского пола. Владела линкором Мега-Ганкай и ганменом Сейрун. Чрезмерно экспрессивна и импульсивна. Погибла во время сражения в океане, отделявшем Мега-Гуррен-Дан от Теппелина.
Цитомандра (яп. シトマンドラ Ситомандора) — один из четырёх генералов Спирального короля. Командовал воздушными силами. Являлся владельцем летающего линкора Мега-Гантен и ганмена Судзак. Погиб в битве у Теппелина.
Гуам (яп. グァーム Гуа:му) — один из четырёх генералов Спирального короля. Владел наземным линкором Мега-Гандо и ганменом Гембер. Командовал наземными силами. Относился к спиральному королю уважительно, в то время как остальные генералы беспрекословно ему подчинялись. Погиб в битве у Теппелина.

#### Антиспиральщики
Антиспиральщик (яп. アンチスパイラル Антисупайрару) — главный антагонист сериала, воплощение коллективного разума Антиспирали. Выглядит как чёрный с белыми глазами силуэт гуманоида.

## Музыка
Открывающая тема на протяжении всего сериала — «Sorairo Days» (яп. 空色デイズ), в исполнении Сёко Накагавы.
Тема заставки Iwasaki Taku — Libera Me (Row Row Fight The Power)
Закрывающих тем три:
- «Underground», в исполнении High Voltage (1-15 серии);
- «Happily Ever After», в исполнении Сёко Накагавы (16 серия);
- "Minna no Peace" (яп. みんな の ピース), в исполнении Afromania (17-27 серии).

Также у Вирала есть своя музыкальная тема Nikopol в исполнении Ивасаки Таку.

## Список серий
}

### Спецвыпуски
| | |                       |  |
| 1 | Пронзи своим буром небеса! «Омаэ но Дориру дэ Тэн о Цукэ!» (お前のドリルで天を突け!)                                | 1 апреля 2007 года    |  |
| В подземной деревне Дзиха, под постоянной опасностью перед землетрясениями, живут Симон и Камина. После дерзкой попытки побега на поверхность они становятся свидетелями того, как огромный ганмен проламывает купол деревни. Ганмен пришёл с поверхности, а за ним и его преследовательница, девушка из соседней деревни Ёко. С помощью ключа-бура и мини-ганмена, наречённого Каминой «Лаганном», троица побеждает вторгнувшегося в деревню ганмена и выбираются на поверхность.                            | |                       |  |
| 2 | А я сказал — оседлаю! «Орэ га Норуттэ Иттэн да!» (俺が乗るって言ってんだ!!)                                         | 8 апреля 2007 года    |  |
| Симон и Камина с Лаганном попадают в родную деревню Ёко, Ритону. Герои оказываются втянуты в войну, которые ведут живущие на поверхности люди и таинственные зверолюди. В бою с ними Камина захватывает ганмена одного из противников и нарекает «Гурреном». | |                       |  |
| 3 | Ты кто такой, с двумя рожами? «Као га Футацу та: Намайки-на!» (顔が2つたぁナマイキな!!)                             | 15 апреля 2007 года   |  |
| После последнего сражения Симон, Камина и Ёко отправляются пополнять припасы. Однако они сталкиваются с необычайно сильным ганменом и его пилотом Виралом. Для победы над ним герои слили свои ганмены, образовав новый ганмен — Гуррен-Лаганн. | |                       |  |
| 4 | Если много рож — уже крутой? «Као га О:кэря, Эрай но ка?» (顔が多けりゃ偉いのか?)                                   | 22 апреля 2007 года   |  |
| Гуррен-Дан отправляется в путь, чтобы уничтожить базу зверолюдей. В пути они сталкиваются с эксцентричным Чёрным братством и проблемами отсутствия еды. | |                       |  |
| 5 | Мне этого не понять! «Орэ ни ва Саппари Вакаранэ:!» (俺にはさっぱりわからねぇ!)                                     | 29 апреля 2007 года   |  |
| В дороге Гуррен-Дан попадает в странную деревню, где ганменов почитают как «лиц божьих». Покидая деревню, они берут с собой помощника старейшины Росиу и двух сирот, Гими и Дари. | |                       |  |
| 6 | Всё скрытое должно быть открыто! «Тэмэ:ра Дзэнъин, Юатари Сиягарэ!» (てめえら全員湯あたりしやがれ!!)                | 6 мая 2007 года       |  |
| С новыми спутниками, взятыми после посещения деревни, Гуррен-Дан прибывает к месту, где должна быть база зверолюдей. Однако ничего похожего на базу герои не находят. | |                       |  |
| 7 | Это сделаешь… ты! «Сорэ ва Омаэ га Ярун да ё!» (それはお前がやるんだよ!)                                            | 13 мая 2007 года      |  |
| На помощь ганмену Энкиту и его пилоту Виралу приходит помощь в виде мобильной крепости Мега-Ганзен и его командира, Тимируфа, одного из генералов Великой четвёрки таинственного Спирального короля. Несмотря на разногласия с остальными членами Гуррен-Даном, Камина рвётся в бой. | |                       |  |
| 8 | Счастливо, братцы! «Абаё, Датико:» (あばよ、ダチ公)                                                                 | 20 мая 2007 года      |  |
| После временной победы состав Гуррен-Дана пополнился новыми союзниками, после чего название команды меняется на Мега-Гуррен-Дан. Камина решает захватить с помощью Лаганна линкор зверолюдей — Мега-Ганзен. Однако на душе у Симона не всё так гладко. В ходе продолжительного сражения Мега-Ганзен был захвачен, однако ценой победы стала смерть Камины. | |                       |  |
| 9 | Что значит «человек»? «Хитоттэ, Иттай, Нан дэсу ка?» (ヒトっていったい何ですか?)                                    | 27 мая 2007 года      |  |
| Теперь Гуррен-Дан имеет в своём распоряжении мобильную крепость Мега-Гуррен (бывший Мега-Ганзен), но смерть Камины подрывает дух Симона. В битвах он с яростью пытается заглушить свою боль. После битвы, в которой Лаганн внезапно перестал его слушаться, Симон находит себя в странном ущелье. Он видит, как с обрыва какой-то ганмен выкидывает ящик. Открыв его тем же ключом, которым заводится Лаганн, он обнаруживает в нём девушку. Она представляется как Ния. Однако их разговор прерывает ганмен. | |                       |  |
| 10 | «Братан» — это кто? «Аникиттэ, Иттай, Дарэ дэсу ка?» (アニキっていったい誰ですか?)                                  | 3 июня 2007 года      |  |
| Ния временно изгоняет ещё одного из генералов Великой Четвёрки Спирального Короля, Адине. Китан принимает безуспешную попытку допросить Нию. Ния узнаёт о значении Камины для Симона и глубине его душевной раны. Она пытается помочь ему, но лишь вызывает неприязнь со стороны Ёко. Однако Адине возвращается, чтобы закончить дело. Она говорит, что Спиральный король отрёкся от Нии. | |                       |  |
| 11 | Симон, убери руки! «Симон, Тэ о Докэтэ» (シモン、手をどけて)                                                        | 10 июня 2007 года     |  |
| Гуррен-Дан попадает в ловушку генерала Великой четвёрки, Гуама. Команда безуспешно пытается выбраться из заточения. Ния узнаёт, почему она была отречена Спиральным королём. Симон единственный из Мега-Гуррен-Дана не оставил попытки выбраться из заточения. Он начинает понимать смысл последних слов Камины, сказанных им в его последней битве. И Лаганн вновь возвращается к Симону. | |                       |  |
| 12 | Ёко, сделайте одолжение! «Ё:ко-сан, Онэгай га Аримасу» (ヨーコさん、お願いがあります)                               | 17 июня 2007 года     |  |
| На пути Мега-Гуррена в Теппелин, столицу зверолюдей, встаёт океан, который приходится пересечь. В то время как Лиирон модифицирует крепость для перемещения по воде, остальной Мега-Гуррен-Дан отдыхает на пляже. У Ёко растёт неприязнь к Нии, так как она перетянула всё мужское внимание на себя. После всех приготовлений команда наконец пускается в плавание. Но в море Адине и Виралом приготовлена засада.                                                                                            | |                       |  |
| 13 | Господа, налетайте на еду! «Мина-сан, Та:н то Мэсиагарэ» (みなさん、た〜んと召し上がれ)                             | 24 июня 2007 года     |  |
| Пытаясь внести свой вклад, Ния становится поваром. Мега-Гуррен-Дан не успевает даже прикоснуться к её еде, как на Мега-Гуррен на своём летающем линкоре нападает генерал Великой четвёрки Цитомандра. Симон и Ёко, которая заменила заболевшего по неизвестной причине Росиу, на Гуррен-Лаганне идут в контратаку. (К слову, еда была не совсем вкусной) | |                       |  |
| 14 | Приветствую, друзья! «Мина-сан, Гокигэн ё:» (皆さん、ごきげんよう)                                                  | 1 июля 2007 года      |  |
| Мега-Гуррен-Дан достиг окрестностей Теппелина. Чтобы продолжить свой путь, команде необходимо сокрушить объединённые силы генералов Спирального короля Гуама и Цитомандры. | |                       |  |
| 15 | Я пойду навстречу новому дню «Ватаси ва Асита э Мукаймасу» (私は明日へ向います)                                     | 8 июля 2007 года      |  |
| После падения последнего генерала Теппелин стал рушиться. Однако он лишь показал свою настоящую форму — гигантского ганмена. Симон и Ния всеми силами пытаются пробиться непосредственно к Спиральному королю. | |                       |  |
| 16 | Меганарезка! «Со:сю:хэн» (総集片)                                                                                   | 15 июля 2007 года     |  |
| Серия представляет собой обобщение последних 15 серий. | |                       |  |
| 17 | Ты не понимаешь абсолютно ничего «Аната ва Нанимо Вакаттэинай» (あなたは何も分かっていない)                         | 22 июля 2007 года     |  |
| В течение следующих семи лет новое общество растёт и процветает под руководством нового правительства — людей, стоявших у истоков Мега-Гуррен-Дана. Но мирной жизни приходит конец, когда зловещее пророчество Лоргенома начинает исполняться. | |                       |  |
| 18 | Поведай мне секреты этого мира «Кикасэтэ морау дзо, Коно Сэкай но Надзо о» (聞かせてもらうぞこの世界の謎を)         | 29 июля 2007 года     |  |
| После первой атаки антиспиральщиков Ния от их лица объявляет войну. Симон безуспешно пытается разыскать Нию. Тем временем Росиу заканчивает свой секретный проект. | |                       |  |
| 19 | Мы должны спастись во что бы то ни стало «Икинокорунда, Донна Сюдан о Цукаттэмо» (生き残るんだどんな手段を使っても) | 5 августа 2007 года   |  |
| Чтобы успокоить бунтующую толпу, Росиу прибегает к крайним мерам. Симон лишён должности и направлен под суд. Как раз в момент оглашения приговора, смертной казни, антиспиральщики нападают и уничтожают Ритону, после чего выдвигаются в направлении Каминограда. Симон просит дать ему Гуррен-Лаганн для сражения с ними. Росиу соглашается только если Гуррен-Лаганн будет заминирован, чтобы Симон не смог сбежать или прибегнуть к геройской смерти.                                                     | |                       |  |
| 20 | Сколько ещё нас ждёт Господних испытаний? «Ками ва Доко мадэ Бокура о Тамэсу» (神はどこまで僕らを試す)              | 12 августа 2007 года  |  |
| Симон, в ожидании исполнения приговора, переведён в тюрьму, где сталкивается с Виралом. Китан узнаёт страшную правду плана, разработанного Росиу, для спасения человечества от системы его уничтожения. | |                       |  |
| 21 | Вы — человек, который обязан выжить «Аната ва Икинокору бэки Хито да» (あなたは生き残るべき人だ)                    | 19 августа 2007 года  |  |
| Ёко мирно живёт на одном из островов, где работает учителем. Однако, после нападения на её школу, она возвращается в Мега-Гуррен-Дан. | |                       |  |
| 22 | Это мой последний долг «Сорэ га Боку но Сайго но Гиму да» (それが僕の最後の義務だ)                                  | 26 августа 2007 года  |  |
| Гуррен-Лаганн и Арх-Гуррен образуют новый ганмен — Арх-Гуррен-Лаганн и берут под свой контроль Систему Искоренения Человечества. | |                       |  |
| 23 | Вперёд, навстречу главной победе! «Ику дзо, Сайго но Татакай да» (行くぞ 最後の戦いだ)                              | 2 сентября 2007 года  |  |
| Росиу полагает, что его усилия были безнадёжны, и пытается покончить с собой, однако Симон успевает остановить его. На новом Сверхгалактическом Мега-Гуррене, представляющем собой космический линкор, Мега-Гуррен-Дан отправляется на решающую битву с антиспиральщиками. | |                       |  |
| 24 | Это мгновение будет со мной всегда! «Васурэру моно ка, Коно Иппун Итибё: о» (忘れるものか この一分一秒を)           | 9 сентября 2007 года  |  |
| Симон, ведомый чувством к Нии, которую антиспиральщики забрали к себе, старается перенести линкор к их штабу. В результате атаки антиспиральщиков много членов Мега-Гуррен-Дана погибает. | |                       |  |
| 25 | Я исполню твою последнюю волю! «Омаэ но Иси ва Укэтотта!» (お前の遺志は受け取った!)                                 | 16 сентября 2007 года |  |
| Мега-Гуррен-Дан изо всех сил старается выбраться из ловушки, которая стала могилой для множества спиральных существ. Они выбираются из неё, но ценой самопожертвования Китана. | |                       |  |
| 26 | Идём, братцы! «Ику дзэ, Датико:» (行くぜ ダチ公)                                                                    | 23 сентября 2007 года |  |
| После заключительного преобразования их флагмана в Сверхгалактический Гуррен-Лаганн, Симон и его друзья успешно борются против врага. Однако, когда их враг начинает использовать их собственные воспоминания и желания против них, Камина помогает им выбраться из пучины. | |                       |  |
| 27 | Все эти огни в небе — звёзды… «Тэн но Хикару ва Субэтэ Хоси» (天の光はすべて星)                                     | 30 сентября 2007 года |  |
| Симон и Ния вновь вместе. Сила Мега-Гуррен-Дана порождает ганмена размером с галактику — Сокрушителя Небес Гуррен-Лаганна. Антиспиральщик решает сразиться с ними на равных, и теперь судьба вселенной зависит от исхода этой схватки. | |                       |  |

| | |                      |         |
| 5.5 | Мой Гуррен сверкает! «Орэ но Гурэн ва Пикка-Пика!» (俺のグレンはピッカピカ!!)                            | 25 октября 2007 года | 12 мин. |
| Завистники видят, как Симон держит Лаганн чистым и аккуратным. Камина просит таинственную девушку Титори почистить его Гуррен, не подозревая о её истинных намерениях. | |                      |         |
| 6.5 | Я сказал, что хочу посмотреть на это, значит, хочу! «Митэ: Моно ва Митэ:нда!» (見てえものは見てえんだ!!) | 26 февраля 2008 года | 25 мин. |
| Камина, даже с риском для себя и друзей, надеется увидеть Ёко и сестёр из Чёрного братства голыми.                                                                     | |                      |         |

Также имеются несколькоминутные короткометражные фильмы:

Yoko Box — Pieces of Sweet Stars Kirameki,

8 эпизодов под названием Parallel Works,

7 эпизодов под названием Parallel Works 2.

Серии Parallel Works изображают сновидения героев во время нахождения в псевдовселенной.